# Żółtlica drobnokwiatowa
Żółtlica drobnokwiatowa (Galinsoga parviflora Cav.) – gatunek rośliny z rodziny astrowatych. Pochodzi z kontynentów amerykańskich, szeroko rozprzestrzeniona na świecie. Roślina ruderalna i chwast w uprawach. Jest wykorzystywana jako roślina lecznicza i jadalna.

## Zasięg występowania
Zasięg pierwotnie obejmował międzyzwrotnikową część kontynentów amerykańskich sięgając na północy po Arizonę i Teksas, a na południu po Argentynę i Chile. Roślina wprowadzona została do kolekcji europejskich ogrodów botanicznych w 1798 r. Z ogrodów tych rozprzestrzeniła się w nowym środowisku, w siedliskach ruderalnych i segetalnych, jest więc epekofitem. W Polsce po raz pierwszy odnotowano jej występowanie w 1807 r. Mimo że pochodzi z obszarów o innym klimacie, doskonale zaaklimatyzowała się w Europie, a z czasem także na całym świecie. Obecnie jest gatunkiem kosmopolitycznym, poza Antarktydą występuje na wszystkich kontynentach oraz na wielu wyspach. W Polsce jest rośliną pospolitą na całym obszarze i występuje nieco częściej od podobnej żółtlicy owłosionej (Galinsoga quadriradiata). Status gatunku we florze Polski: kenofit.

## Morfologia

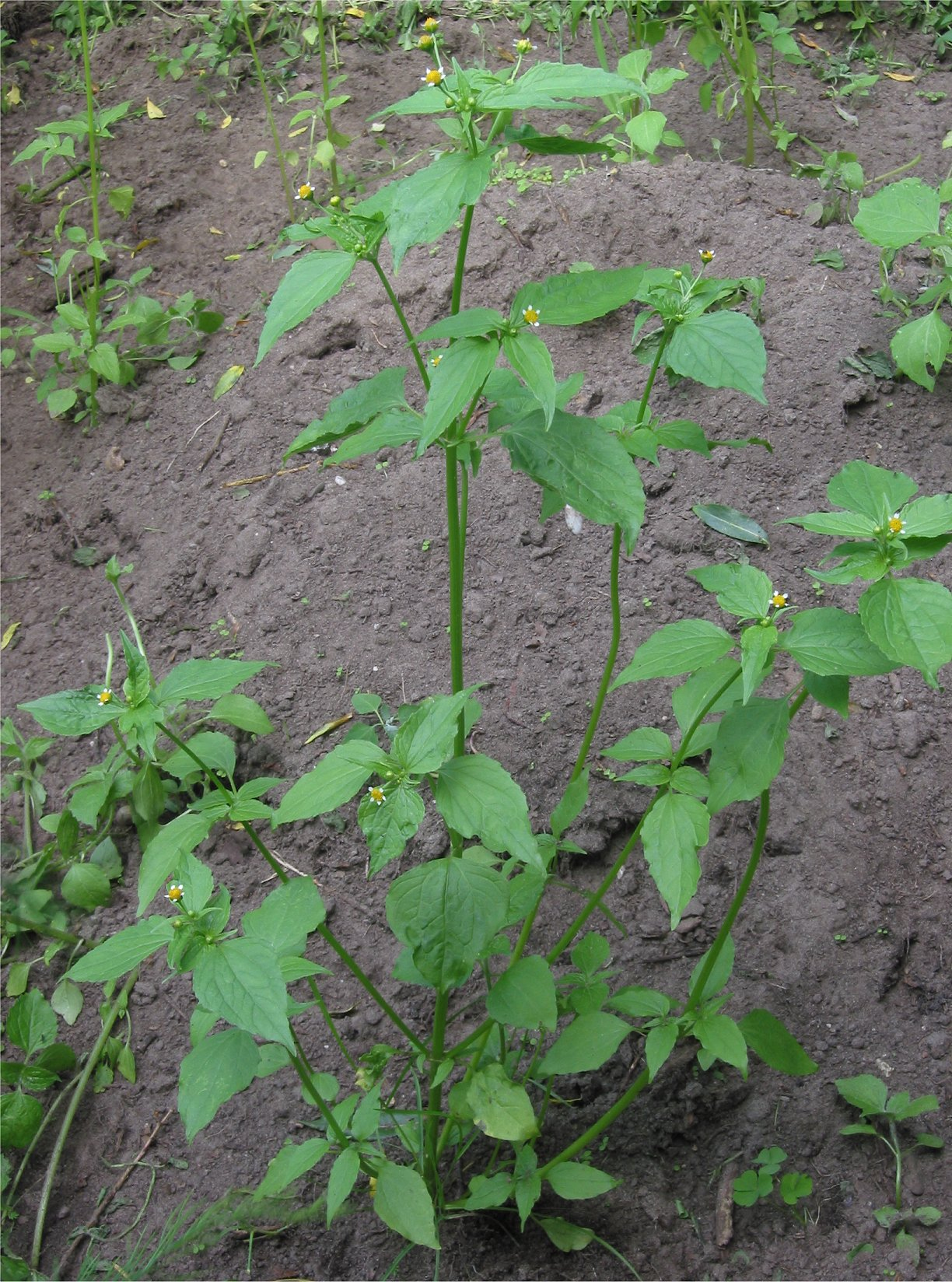
Pokrój

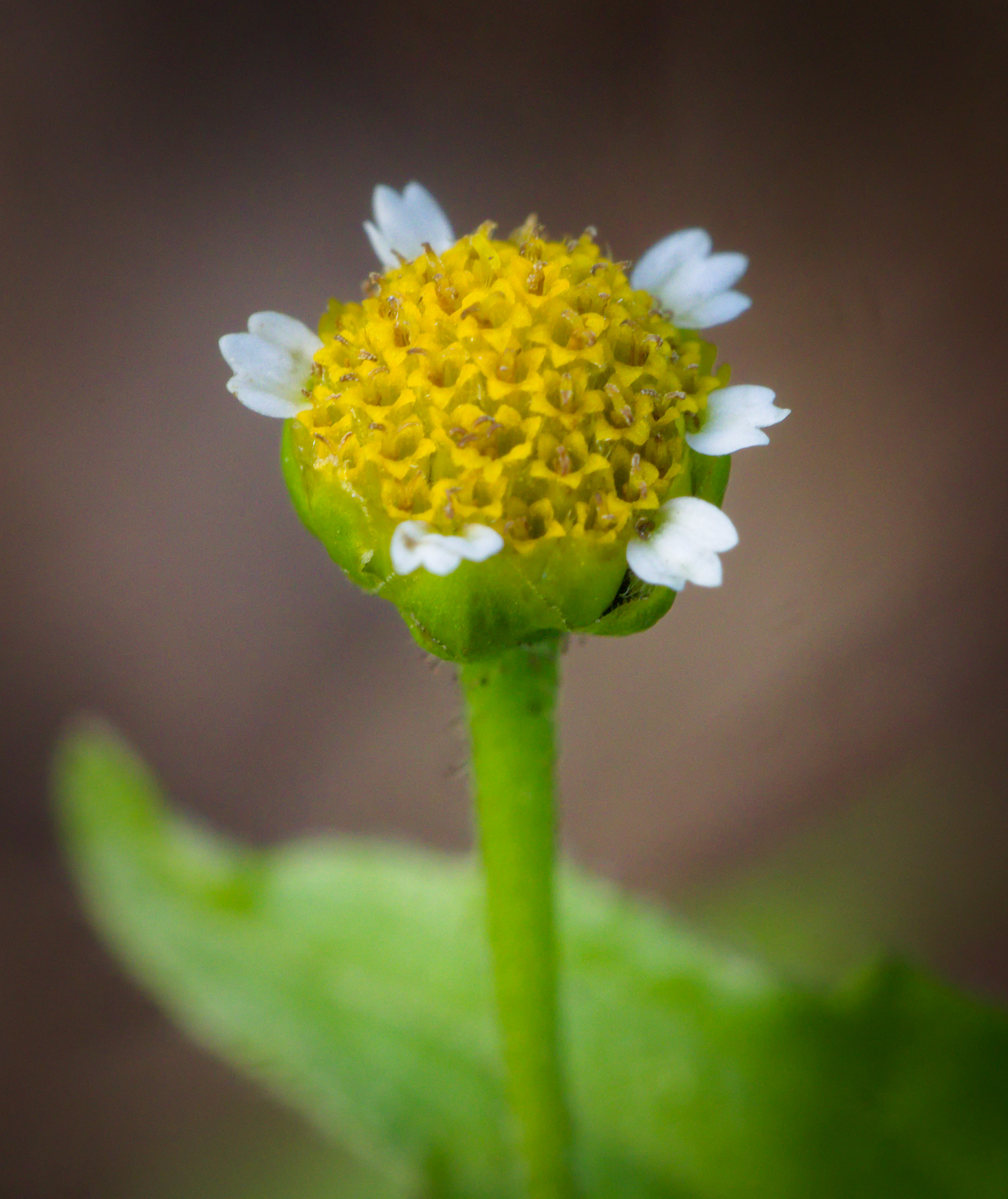
Kwiatostan

ŁodygaWzniesiona lub podnosząca się, przeważnie do 40 cm wysokości. W górnej części dość mocno rozgałęziona, pędy słabo gruczołkowato owłosione, przynajmniej w górnej części, podczas gdy u dołu łodyga jest zwykle niemal naga. Włoski są białawe, dość sztywne, przeważnie skierowane ku górze.
KorzeńDługi, palowy i silnie rozwinięte korzenie boczne.
LiścieUlistnienie naprzeciwległe, liście dołem szerokojajowate, górą jajowatolancetowate lub jajowate, ostro zakończone, o brzegach grubo ząbkowanych. Są wiotkie, krótkoogonkowe i niezbyt obficie owłosione.
KwiatyWytwarza drobne i liczne kwiatostany typu koszyczek z drobnymi białymi i żółtymi kwiatami. Wyrastające na cienkich szypułkach koszyczki mają średnicę do 5 mm. Ich okrywa zbudowana jest z kilku jajowatych listków. Od żółtlicy owłosionej różni się tym, że koszyczki są nieowłosione, a ich szypułki bardzo słabo. Brzeżne kwiaty w koszyczku to 5 kwiatów języczkowych o białych, 3-ząbkowych płatkach. Wewnątrz koszyczka żółte, obupłciowe kwiaty rurkowate o 5-ząbkowej koronie. Kwiaty wsparte są lancetowatymi plewinkami z trzema ząbkami lub łatkami na szczycie, poza tym o krawędziach postrzępionych.
OwoceDrobne, grzbietobrzusznie spłaszczone, prążkowane i owłosione niełupki. W koszyczkach występują dwa typy owoców (heterokarpia). Owoce powstające w środku koszyczka z kwiatów obupłciowych mają puch kielichowy w postaci lancetowatych łusek o frędzlowanych brzegach (włoski włosowato cienkie), owoce powstające z brzeżnych kwiatów języczkowych mają tylko szczątkowy puch kielichowy i są słabiej owłosione.

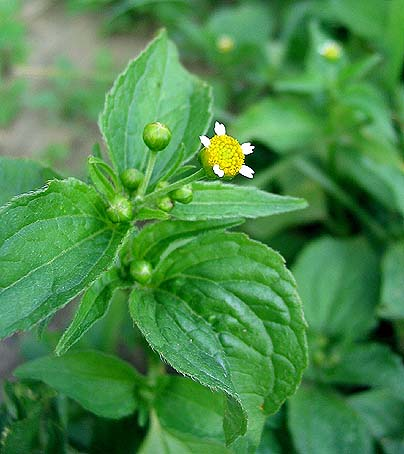
Pęd
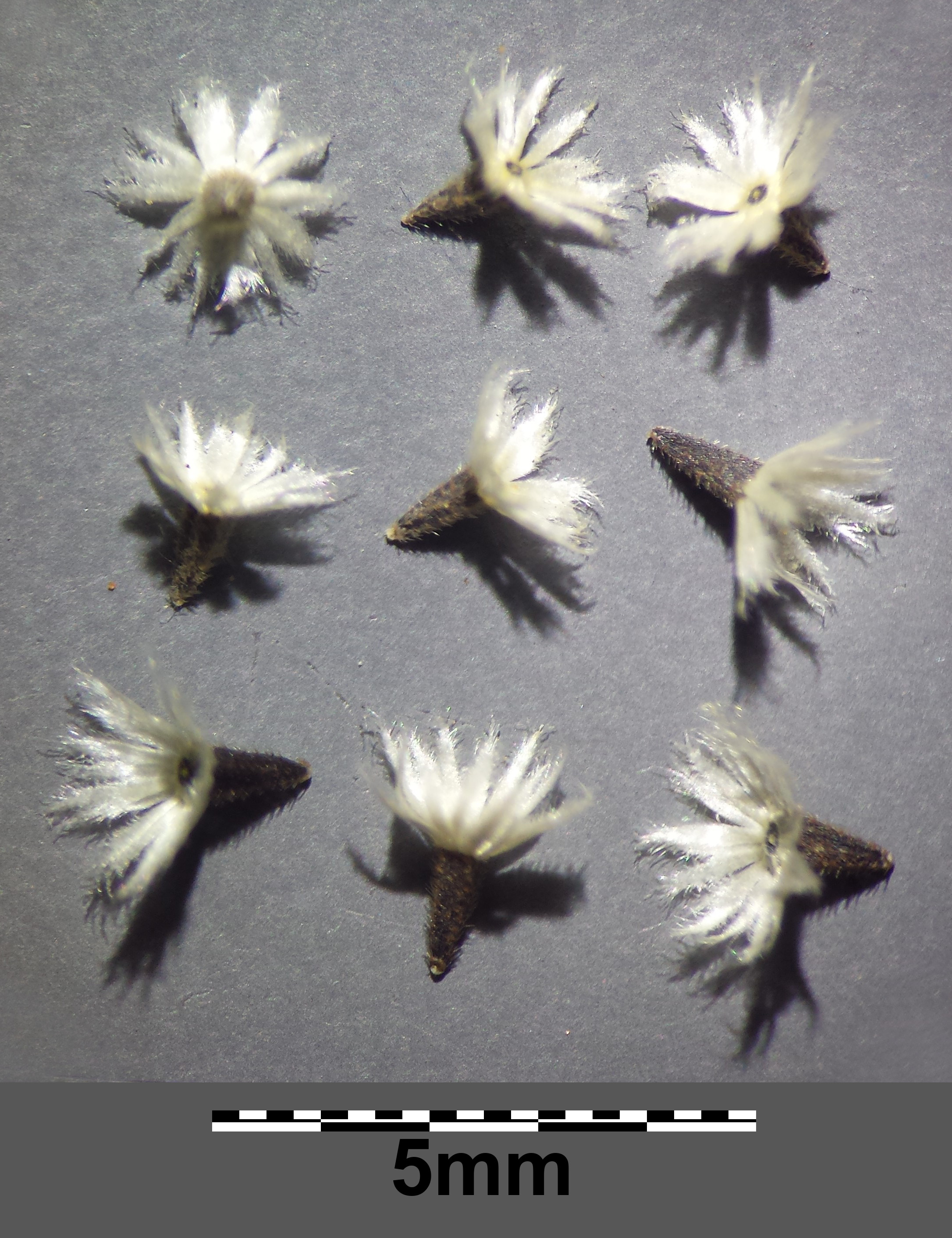
Owoce z puchem kielichowym
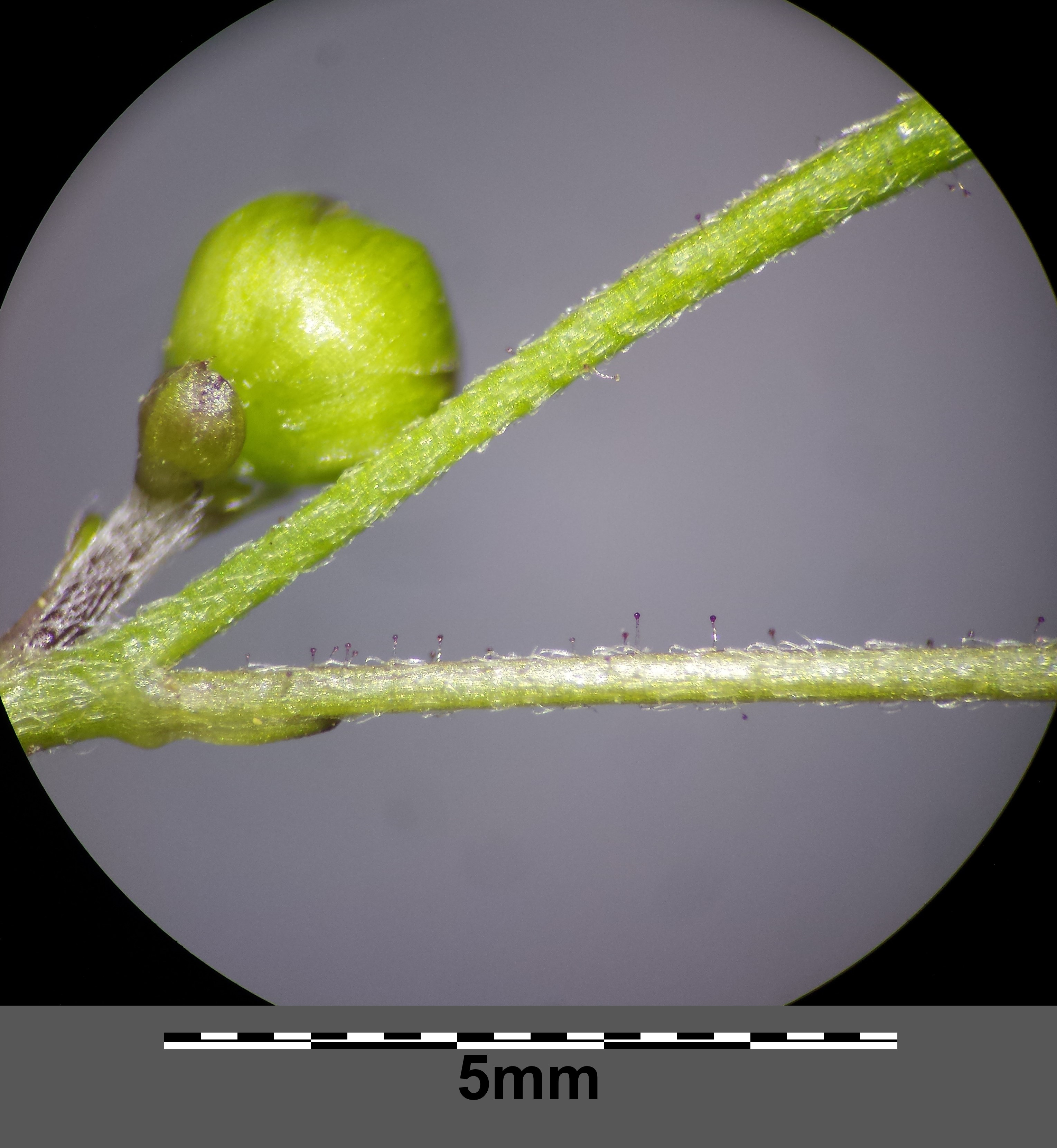
Włoski i gruczołki na szypułkach
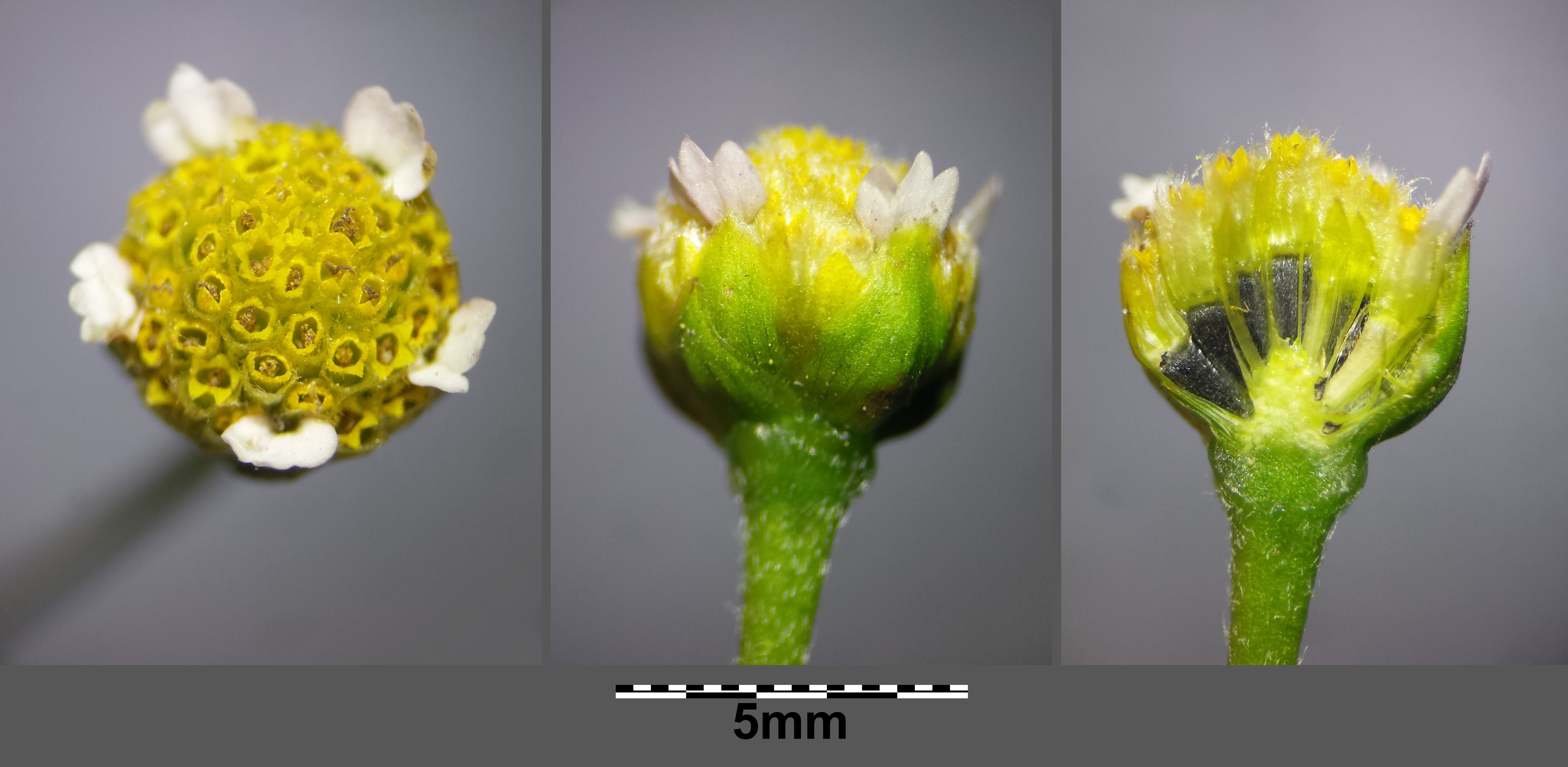
Koszyczki

Gatunek podobnyRoślina jest morfologicznie podobna do żółtlicy owłosionej, ale jest słabiej owłosiona, ma drobniejsze kwiaty, a puch kielichowy nie jest zakończony ością.

## Biologia i ekologia

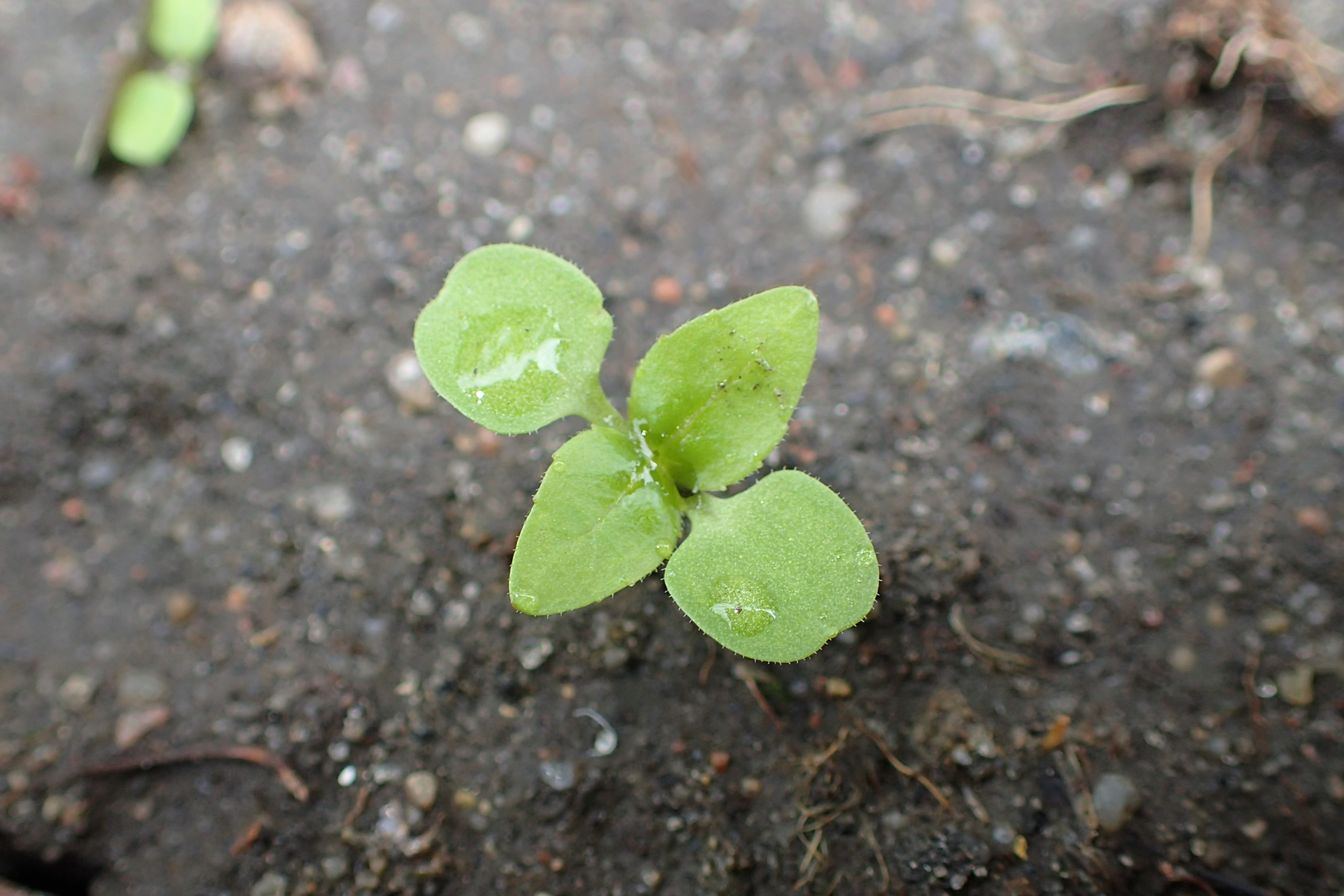
Siewka

RozwójRoślina jednoroczna. Kwitnie od maja do października, a nawet do listopada (do pierwszych mrozów). Rośnie bardzo szybko, zakwita już w cztery tygodnie od wykiełkowania. W ciągu roku roślina może wydać dwa lub trzy pokolenia. Rozmnaża się przez nasiona, które dojrzewają już w 12 dni od zakwitnięcia. Jedna roślina wytwarza ich wiele tysięcy. Kiełkują w temperaturze 5–27 °C, optymalna wynosi 22 °C. Nasiona z puchem kielichowym rozsiewane są przez wiatr, nasiona bez puchu pozostają w glebie po obumarciu rośliny (autochoria). W glebie mogą kiełkować zaraz po wysianiu się z rośliny i zachowują zdolność kiełkowania przez 2 lata. Bez problemu znoszą mrozy, mogą więc w glebie przetrwać zimę. Mogą jednak wykiełkować tylko wtedy, gdy znajdują się na głębokości nie większej niż 2 cm. Nasiona znajdujące się głębiej (np. wskutek orki) nie wykiełkują. Łodygi łatwo ukorzeniają się w glebie.
SiedliskoGatunek ciepłolubny. Pochodzi z obszarów o cieplejszym klimacie i jest wrażliwa na mróz, mimo to rozprzestrzenia się w Polsce. Rośnie zarówno w miejscach nasłonecznionych, jak i ocienionych. Występuje na takich samych siedliskach ruderalnych i segetalnych, jak żółtlica owłosiona: nieużytki, wysypiska ziemi i gruzu, przychacia, szczeliny murów, place budów, parki, cmentarze. Często obydwa gatunki występują razem. Preferują takie same gleby; piaszczyste, piaszczysto-gliniaste lub próchnicze i obydwa są roślinami azotolubnymi. W uprawach rolnych żółtlica drobnokwiatowa jest chwastem, głównie w uprawach roślin okopowych i w ogrodach. W klasyfikacji zbiorowisk roślinnych gatunek charakterystyczny dla Ass. Galinsogo-Setarietum.
Zmienność
Tworzy mieszańce z żółtlicą owłosioną (Galinsoga × mixta).
GenetykaLiczba chromosomów 2n = 16.

## Zastosowanie
- W ziołolecznictwie ludowym okłady z żółtlicy (zarówno drobnokwiatowej, jak i owłosionej) stosowane były przeciw egzemie i w innych zmianach skórnych, a także do przemywania ran i jako środek wzmacniający organizm. Ziele zawiera witaminę C, sole mineralne, kwas kawowy i chlorogenowy, bioflawonoidy, kumarynowce, poliacetyleny i laktony. Żółtlice te nigdy nie znajdowały się w oficjalnym wykazie roślin leczniczych. Stosowano je w postaci soku, maceratów, pogniecionego ziela lub wykonanej z niego maści (utarte ziele zmieszane z olejem lnianym i tranem)[11].
- Młode pędy lub same liście można przyrządzać po zmieleniu jak szpinak, można też robić z nich sałatki z oliwą. Mają własności odżywcze i odtruwające[11]. Jako warzywo są jadane w krajach południowo-zachodniej Azji[12].
- W Andach od czasów Inków do dzisiaj żółtlica drobnokwiatowa jest uprawiana wraz z kukurydzą i jadana. W języku keczua ma nazwę guasca. Można ją kupić na targach[12].
- Wyciąg z żółtlicy w postaci toniku, kremu lub oleju można używać do pielęgnowania cery suchej, łuszczycowej, alergicznej i naczyńkowej, rumieniowej, zaskórnikowej, z przebarwieniami i wysiękami[11].
- Roślina wskaźnikowa. Jest doskonałym wskaźnikiem jesiennych przymrozków. Jej liście marzną dokładnie w temp. 0 °C, a szczytowe części roślin w temp. -1, -1,5 °C[8].

## Szkodliwość i zwalczanie
Żółtlica drobnokwiatowa to uciążliwy i trudny do zwalczania chwast. Rośnie i rozwija się bardzo szybko, w krótkim czasie może więc zagłuszyć niektóre gatunki roślin uprawnych. Innych, większych i również szybko rosnących nie zagłusza, ale pobierając z gleby substancje pokarmowe i wodę stanowi dla nich konkurencję. Utrudnia zbiory roślin, a zacieniając glebę ułatwia kiełkowanie chwastów. Łatwość ukorzeniania się łodyg w wilgotnej glebie powoduje, że jej wyrwane podczas plewienia, ale pozostawione na polu pędy mogą się znów ukorzenić i nadal rozwijać.
Zwalcza się ją metodami agrotechnicznymi i agrochemicznymi. Profilaktyka polega na głębokiej orce po zbiorach i przed uprawą roślin, usuwaniu wyplewionych chwastów, używaniu do nawożenia dobrze rozłożonego kompostu, ściółkowaniu uprawianych roślin oraz niszczeniu chwastów na terenach przylegających do pół uprawnych. Gdy mimo to żółtlica rośnie na polu uprawnym, należy ją zwalczać przez plewienie oraz opryskiwanie herbicydami. Jest wrażliwa na większość z nich, stąd też opryskiwanie na ogół jest skuteczne.